# Murallas de Lucca
La muralla de Lucca son el mayor ejemplo en Europa de murallas construidas según los principios de la fortificación moderna que se han conservado completamente intactas en una gran ciudad. El actual recinto amurallado de Lucca, con una longitud exacta de 4 kilómetros y 223 metros, es el resultado de la última campaña de reconstrucción, que comenzó en mayo de 1544 y  se completó solo un siglo después, en 1648. Los trabajos también se llevaron a cabo en la segunda mitad del siglo XVII, con actualizaciones estructurales basadas en nuevos conocimientos y técnicas de construcción. Nunca utilizada con fines defensivos, esta moderna estructura se compone de 12 cortinas y 11 baluartes. Estos son considerados un fuerte símbolo de identidad cultural y un contenedor de la memoria histórica del territorio.
La muralla también fue concebida como un elemento disuasorio. En particular, la República de Lucca temía los objetivos expansionistas primero de Florencia y, posteriormente, del Gran Ducado de Toscana. Sin embargo,  nunca se llegó a una verdadera guerra abierta contra el Gran Ducado. Hubo conflictos con el Ducado de Módena (siglos XVI y XVII), pero sólo en la Garfagnana, por lo que Lucca nunca tuvo que enfrentar ningún asedio. La única vez que las murallas fueron puestas a prueba fue durante la desastrosa inundación del río Serchio el 18 de noviembre de 1812. Las puertas fueron aseguradas con barras y, con la ayuda de colchones y paja, se garantizó una relativa contención del agua en el centro de Lucca. Incluso la Princesa de Lucca y Piombino, Elisa Bonaparte, tuvo que ser levantada mediante una especie de balancín para poder ingresar a la ciudad sin abrir las puertas bloqueadas ante la furia de las aguas.
La estructura fue convertida en paseo peatonal por María Luisa de Borbón-España (en el cargo de 1815 a 1824), con la idea de convertirse en un gran parque público, especialmente debido a su longitud de más de 4 kilómetros. El nuevo uso de las murallas también se reflejó en los espacios exteriores adyacentes, que se convirtieron en grandes prados. El camino sobre las murallas se utiliza actualmente para pasear y hacer ejercicio, pero en la temporada cálida también se convierte en un escenario natural para espectáculos y eventos.

## Puertas de las Murallas

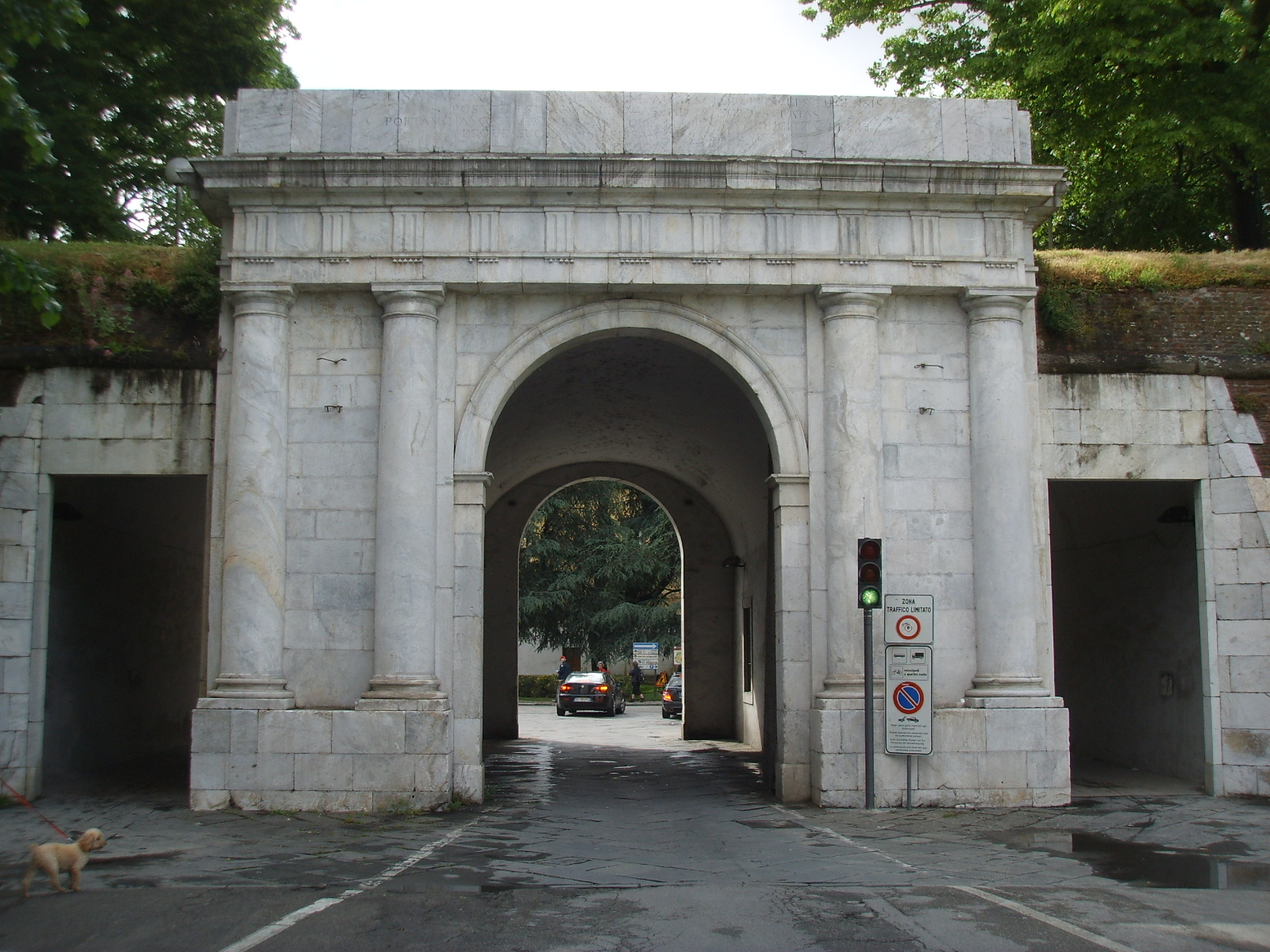
Puerta Elisa

La configuración actual de la muralla de Lucca incluye la presencia de seis puertas que permiten el acceso al interior de la ciudad. Las puertas, comenzando desde el norte y en sentido horario, son las siguientes:
- Puerta Santa Maria (1592), que se abre hacia la plaza Santa Maria.
- Puerta San Jacopo alla Tomba (1930), la puerta más reciente.
- Puerta Elisa (1811), atravesada por la calle Via Elisa, dedicada a Elisa Baciocchi.
- Puerta San Pedro (1565), en dirección a la estación de trenes (también conocida como "porta a vapore" debido a la presencia de trenes a vapor), actualmente sede de la asociación Contrade San Paolino.
- Puerta Santa Ana, que fue inaugurada en 1911 en la plaza Verdi.
- Puerta San Donato (1629), con la plaza San Donato